# Vidame

Représentation héraldique de la couronne de vidame : quatre croix dont trois visibles

Vidame (bas latin vicedominus, composé du latin vice et dominus, « seigneur ») est, au cours de la période féodale, un officier chargé d'exercer les pouvoirs temporels (militaires et de justice) en lieu et place d'un seigneur ecclésiastique (évêque ou abbé). En Savoie et en Suisse, ce terme se trouve sous les formes vidome ou encore vidomne.
Le vidame est à l'origine la personne qui mène l'armée et perçoit les redevances féodales d'une seigneurie ecclésiale dont le titulaire appartient au clergé régulier ou séculier. Il exerce au nom de celui-ci un certain nombre de droits féodaux. À l'époque moderne, le titre de vidame est intégré à la hiérarchie nobiliaire considéré comme équivalent à celui de vicomte. Certains titres de vidames étaient attachés à des fiefs, d'autres étaient héréditaires.

## Vidomne
Un vidomne (en latin Vice dominus, Vice domnus, Vice dognus), est un titre porté par un officier ou un fonctionnaire représentant un seigneur, qu'il soit ecclésiastique ou laïque, dans la région historique de la Savoie (comté de Savoie, comté de Genève) ou de la Suisse. « Leurs attributions, toujours séculières, variaient suivant la puissance du seigneur qu'ils représentaient ou l'étendue de la circonscription qui leur était confiée. La plupart de ces fonctions devinrent héréditaires au douzième siècle. » Leur rôle est principalement de représenter le comte, l'évêque ou le duc en matière de justice, il était ainsi juge d'instruction et accusateur public. L'historien Félix Bernard indique, en parlant des vidomnes du comté de Genève, qu'ils disposaient de la « police des routes secondaires, des affaires mineures et percevait le tiers des amendes ».

## France

### Titres
En France on connaît les vidamés de :
- Angers : le titre de vidame d'Angers était attaché à l'évêché. Odo de Sarmasiis (Eude de Sermaise) servit l’évêque Eusebius Brunoni (1047-1081) et commanda ses armées aux côtés de Foulque IV comte d'Anjou dit le "Richin".
- Amiens : le titre de vidame d'Amiens était attaché à la terre de Picquigny.
- Beauvais : le titre de vidame de Beauvais était attaché à la terre de Gerberoy. Il fut rattaché à l'évêché au XIIIe siècle ; la justice du vidame de Gerberoy était étendue et comprenait 160 fiefs et plus de 400 vavassories.
- Châlons-en-Champagne : Hubert Féret (1500-1574)[4] ; Pierre Guillaume, baron de Saint Eulien [5],  est vidame de Châlons en 1664[6]. Nicolas Rolin, 20e vidame de Châlons (1444-1462). Jean-Baptiste Dubarry
- Chartres : le titre de vidame de Chartres  était attaché à la terre de la Ferté-Arnault (aussi appelée La Ferté-Vidame). Le plus illustre porteur de ce titre fut Louis de Rouvroy, duc de Saint-Simon[7]. Au Moyen Âge, un vidame de Chartres a été un auteur de chansons, probablement Guillaume de Ferrières.
- Laon : ce titre passa dans de nombreuses familles, dont celles de Roye, de La Rochefoucauld, de Béthune et de Gontaut.
- Mans : ce titre appartenait à la famille d'Angennes de Rambouillet, puis en 1658 à la Famille de Vassé.
- Meaux : ce titre appartenait à la famille de Vaudétar.
- Normandie : ce titre passa dans de nombreuses familles, dont celles de Pavilly, d'Esneval et de Dreux.
- Sarlat : Antoine Paul Jacques de Quélen de Stuer de Caussade (1706-1772), duc de la Vauguyon, prince de Carency, pair de France, est dit vidame de Sarlat.
- Bugey : les derniers vidames connus sont les seigneurs de Verneaux, branche des Rougemont.

On le trouve également comme titre de courtoisie. Ainsi le titre de vidame de Limoges est porté fin XVIIIe par les du Mas, marquis de Payzac .

### Toponymie
- La Ferté-Vidame (Eure-et-Loir, Centre-Val de Loire)
- Meslay-le-Vidame (Eure-et-Loir, Centre-Val de Loire)
- Molliens-Vidame (nom porté jusqu'en 1972 par Molliens-Dreuil, Somme, Picardie)

### Personnages de romans
- Le vidame de Chartres, oncle de la princesse de Clèves et ami intime de M. de Nemours dans La Princesse de Clèves.
- Le vidame de Pamiers, un prêtre, dans La Duchesse de Langeais.
- Le vidame de Pamiers, ancien commandeur de l'ordre de Malte, dans Ferragus, chef des dévorants, premier épisode de l’Histoire des Treize, de Balzac.
- Le vidame Jérémie d'Arpettade, maire de Pastagnac-Roubignac, ami d'Edmond Furax dans le feuilleton radiophonique « Signé Furax » de Francis Blanche et Pierre Dac.
- Le vidame d’Ussel, pseudonyme de Jacques Chirac dans la « Lettre de M. de Rastignac », billet politique humoristique de l'hebdomadaire Valeurs actuelles.
- Le vidame Guy des Mauves, en amoureux de la marquise des Étoupettes dans la nouvelle Tous farceurs de l'ouvrage Contes irrévérencieux d'Armand Silvestre.
- Le vidame de Ruissec, fils cadet du comte de Ruissec destiné à la prêtrise avant l'assassinat de son frère, le vicomte de Ruissec, dans  Jean-François Parot, Les enquêtes de Nicolas Le Floch : L'homme au ventre de plomb, Paris, 10/18, coll. « Grands détectives », 2001  (ISBN 226403176X)

## Suisse
En Suisse, les principaux vidomnats sont :
- Vidomne d'Anniviers
- Vidomne de Genève, officier de l'évêque de Genève, puis du comte de Savoie[9],[10]
- Vidomne de Loèche
- Vidomne de Morges
- Vidomne de Moudon
- Vidomne de Nyon
- Vidomne de Sion

## Saint-Empire romain germanique
Dans l'archevêché de Mayence, le vidame (Vizedome) était à l'origine un employé de l'administration centrale. Comme la souveraineté de l'archevêque s'étendait à des territoires morcelés, il était nécessaire de déconcentrer l'administration : l’archevêque Adalbert Ier de Sarrebruck (1112-1137) nomma par conséquent en 1120 quatre vidames pour les fiefs de Mayence-Rheingau, Aschaffenbourg, Eichsfeld-Hesse et Erfurt. Ils étaient une instance intermédiaire entre le gouvernement et les administrations locales.
Il n'y avait pas de délimitation claire du diocèse géré par un vidame. L'autorité du vidame se définissait selon le degré d’autonomie des villes telle que l'appréciait l'archevêque Siegfried III von Eppstein (1230-1249).
À Erfurt comme dans le cas du Rheingau, les titulaires finirent par racheter l’office de vidame à l'archevêché (1342). Par la suite, l'administration fut exercée par des curateurs épiscopaux ; le titre de vidame n'avait pas disparu, mais avait perdu sa signification initiale pour devenir un titre de courtoisie. Il ne devait reprendre sa signification concrète de représentant territorial qu'en 1664, puis en 1675 on institua un gouverneur.
Les domaines de compétence du vidame embrassaient avant tout les affaires judiciaires et militaires, pour lesquels il y avait des sièges séparés. Le vidame fut par contre très tôt (au XIVe siècle) dessaisi des affaires d'État (le contrôle des marchandises et des impôts) lors de la création du Hofrat.

## Venise
La république de Venise, au XVe siècle avait un magistrat à Ferrare, avec le titre de vidame (visdomino) pour défendre les intérêts de ses sujets en territoire étranger.